# Казаков, Максим Дмитриевич
Макси́м Дми́триевич Казако́в (27 марта 1993, Омск, Россия) — российский хоккеист, левый нападающий. Двукратный обладатель Кубка Харламова. Обладатель Кубка Надежды в составе «Авангарда».

## Биография
Воспитанником омского хоккея. Первый тренер — Виктор Стародубцев. В конце сезона 2009/10 Казаков дебютировал в команде Молодёжной хоккейной лиги «Омские ястребы». По окончании сезона был выбран на двух драфтах: сначала на Драфте КХЛ «Авангард» выбрал его в 5-м раунде под общим 98-м номером, а затем на драфте Главной юниорской хоккейной лиги Квебека (QMJHL) Казакова выбрала в первом раунде под 27-м номером команда «Руэн-Норанда Хаскис». Нападающий решил продолжить карьеру в Северную Америку. Однако, проведённый сезон в «Руэн-Норанде» сложился для Казакова неудачно. Результативность нападающего была низкой, его команда очень много проигрывала. При этом игрок практически ничего не мог понять на французском языке, на котором разговаривали и в раздевалке, и в городе. По окончании сезона Казаков не стал оставаться за океаном.
С сезона 2011/12 на постоянной основе стал играть в «Омских ястребах». Уже в первом же сезоне после возвращения в России Казаков помог завоевать команде главный трофей МХЛ — Кубок Харламова. Перед сезоном 2012/13 Казаков играл в составе «ястребов» в Кубке мира среди молодёжных клубных команд. По итогам турнира команда не сумела выйти в полуфинал. «Омские ястребы» выиграли регулярный чемпионат. Казаков при этом стал одним из лидеров команды, заработав 56 (19+37) очков. В плей-офф команда повторила прошлогодний успех, завоевав Кубок Харламова. Перед следующим сезоном Казаков вместе с командой вновь принял участие молодёжном клубном Кубке мира. На этот раз «ястребы» стали победителями соревнования, а Казаков стал лучшим бомбардира турнира.
В следующем сезоне Казаков дебютировал за главную команду. Свою первую шайбу в КХЛ забросил 28 октября в матче против магнитогорского «Металлурга». При этом нападающий оформил дубль, что не спасло «Авангард» от поражения. В течение сезона Казаков чередовал выступление в КХЛ и МХЛ. По окончании регулярного сезона в КХЛ Казаков в составе «Авангарда» участвовал в розыгрыше Кубка надежды, который омский клуб завершил победой. Сезон 2014/15 Казаков практически полностью провёл в фарм-клубе «Авангарда» в Высшей хоккейной лиге красноярском «Соколе», лишь раз проведя матч за главную команду. По итогам сезона стал лучшим бомбардиром красноярского клуба, набрав 22 (14+8) балла в 46 матчах.
Перед самым началом сезона 2015/16 Казаков подписал двухлетний контракт с новокузнецким «Металлургом». С первых матчей стал показывать результативный хоккей. По итогам второй недели в КХЛ его признали лучшим нападающим.

## Статистика
| Легенда | Легенда                    | Легенда | Легенда                   | Легенда | Легенда    |
| ------- | -------------------------- | ------- | ------------------------- | ------- | ---------- |
| И       | Количество проведённых игр | Штр     | Штрафное время            | +/−     | Плюс-минус |
| Г       | Голы                       | П       | Голевые передачи          | О       | Очки       |
| -       | Статистика неизвестна      | —       | Статистика не учитывалась |         |            |

### Клубная
- a В «Плей-офф» учитывается статистика игрока в Кубке Надежды.

## Достижения
Командные
| Год        | Команда        | Достижение                     | Достижение |
| ---------- | -------------- | ------------------------------ | ---------- |
| 2012, 2013 | Омские Ястребы | Обладатель Кубка Харламова (2) |            |
| 2014       | Авангард       | Обладатель Кубка Надежды       |            |